# Bánfa
Bánfa is een plaats (község) en gemeente in het Hongaarse comitaat Baranya. Bánfa telt 205 inwoners (2001).